# Sindaci di Cinquefrondi
Di seguito l'elenco cronologico dei sindaci di Cinquefrondi e delle altre figure apicali equivalenti che si sono succedute nel corso della storia.

## Lista dei Sindaci di Cinquefrondi

### Regno di Napoli (1302-1816)
| Nominativo          | Partito | Mandato        | Mandato          |
| Nominativo          | Partito | Inizio         | Fine             |
| ------------------- | ------- | -------------- | ---------------- |
| Domenico Condoluci  | –       | 1809           | 31 dicembre 1809 |
| Nicolino Ferraro    | –       | 1 gennaio 1810 | 31 dicembre 1810 |
| R. Manferoce        | –       | 1 gennaio 1811 | 31 dicembre 1811 |
| Vincenzo Mammola    | –       | 1 gennaio 1812 | 23 dicembre 1813 |
| Ferdinando Asciutti | –       | gennaio 1814   | 1816             |

### Regno delle Due Sicilie (1816-1861)
| Nominativo                 | Partito | Mandato         | Mandato          |
| Nominativo                 | Partito | Inizio          | Fine             |
| -------------------------- | ------- | --------------- | ---------------- |
| Ferdinando Asciutti        | –       | 1816            | 28 dicembre 1817 |
| Domenico Antonio Arruzzolo | –       | 1818            | dicembre 1821    |
| Federico Asciutti          | –       | 1 gennaio 1822  | dicembre 1824    |
| Giacomo Ferraro            | –       | gennaio 1825    | 23 gennaio 1826  |
| Francesco Della Scala      | –       | 28 gennaio 1826 | 7 marzo 1829     |
| Pasquale Mammola           | –       | 13 marzo 1829   | dicembre 1831    |
| Giuseppe Florimo           | –       | 1 gennaio 1832  | dicembre 1833    |
| Giovanni Guerrisi          | –       | 1 gennaio 1834  | 12 marzo 1838    |
| Giuseppe Florimo           | –       | 14 marzo 1838   | 20 maggio 1844   |
| Francesco Ferrari          | –       | 30 maggio 1844  | 31 gennaio 1847  |
| Giuseppe Florimo           | –       | 2 febbraio 1847 | 27 dicembre 1849 |
| Giovanni Guerrisi          | –       | 3 gennaio 1850  | 4 aprile 1853    |
| Giovan Battista Pronestini | –       | 11 aprile 1853  | 24 gennaio 1856  |
| Teodoro Albanese           | –       | 30 gennaio 1856 | 31 dicembre 1859 |
| Carmelo Panetta            | –       | 1 gennaio 1861  | 5 agosto 1861    |

### Regno d'Italia (1861-1946)
| Sindaci nominati dal governo (1861-1890)            | Sindaci nominati dal governo (1861-1890) | Sindaci nominati dal governo (1861-1890) | Sindaci nominati dal governo (1861-1890) |
| Nominativo                                          | Partito                                  | Mandato                                  | Mandato                                  |
| Nominativo                                          | Partito                                  | Inizio                                   | Fine                                     |
| --------------------------------------------------- | ---------------------------------------- | ---------------------------------------- | ---------------------------------------- |
| Teodoro Albanese                                    | –                                        | 10 agosto 1861                           | 31 dicembre 1879                         |
| Agostino Aiossa (Assessore anziano)                 | –                                        | 19 gennaio 1880                          | 27 giugno 1880                           |
| Federico Albanese (Consigliere anziano)             | –                                        | 4 luglio 1880                            | 5 agosto 1880                            |
| Pietro Ferri (Consigliere anziano)                  | –                                        | 12 agosto 1880                           | 20 agosto 1880                           |
| Federico Giuseppe Creazzo (Delegato straordinario)  | –                                        | 21 agosto 1880                           | 25 ottobre 1880                          |
| Sergio Giovanbattista Manferoce (Assessore anziano) | –                                        | 4 gennaio 1881                           | 7 gennaio 1881                           |
| Giuseppe Ferrari (Assessore anziano)                | –                                        | 13 gennaio 1881                          | 17 marzo 1881                            |
| Luigi Guerrisi                                      | –                                        | 21 marzo 1881                            | 31 dicembre 1889                         |
| Sindaci eletti dal consiglio comunale (1890-1926)   |                                          |                                          |                                          |
| Nominativo                                          | Partito                                  | Mandato                                  | Mandato                                  |
| Nominativo                                          | Partito                                  | Inizio                                   | Fine                                     |
| Giuseppe Lo Schiavo                                 | –                                        | 1 gennaio 1890                           | 11 ottobre 1892                          |
| Alfonso Manferoce                                   | –                                        | 17 ottobre 1892                          | 10 dicembre 1893                         |
| Flaminio Papasidero                                 | –                                        | 13 dicembre 1893                         | giugno 1898                              |
| Luigi Guerrisi                                      | –                                        | 22 ottobre 1898                          | 8 luglio 1910                            |
| Domenico Guerrisi                                   | –                                        | 1910                                     | 1912                                     |
| Francesco Della Scala                               | –                                        | 1913                                     | 1913                                     |
| Francesco Guerrisi                                  | –                                        | 1914                                     | 1925                                     |
| Podestà nominati dal governo (1926-1944)            |                                          |                                          |                                          |
| Nominativo                                          | Partito                                  | Mandato                                  | Mandato                                  |
| Nominativo                                          | Partito                                  | Inizio                                   | Fine                                     |
| Francesco Pasquale                                  | –                                        | –                                        | –                                        |
| Francesco Della Scala                               | –                                        | –                                        | –                                        |

### Repubblica italiana (dal 1946)
| Sindaci eletti dal consiglio comunale (1946-1995) | Sindaci eletti dal consiglio comunale (1946-1995) | Sindaci eletti dal consiglio comunale (1946-1995) | Sindaci eletti dal consiglio comunale (1946-1995) | Sindaci eletti dal consiglio comunale (1946-1995) |
| Nominativo | Partito                                           | Partito                                           | Mandato                                           | Mandato                                           |
| Nominativo | Partito                                           | Partito                                           | Inizio                                            | Fine                                              |
| --- | ------------------------------------------------- | ------------------------------------------------- | ------------------------------------------------- | ------------------------------------------------- |
| Giuseppe Guerrisi |                                                   | Democrazia Cristiana                              | 17 marzo 1946                                     | 1949                                              |
| Giuseppe Longo (Commissario straordinario) | –                                                 | –                                                 | 1949                                              | 1949                                              |
| Francesco Bellocco |                                                   | Partito Comunista Italiano                        | 1953                                              | 1955                                              |
| Domenico Manferoce |                                                   | Partito Socialista Italiano                       | 1955                                              | 1962                                              |
| Francesco Roselli |                                                   | Partito Comunista Italiano                        | 1962                                              | 1962                                              |
| Bartolomeo Buongiorno (Commissario straordinario) | –                                                 | –                                                 | 1963                                              | 1963                                              |
| Corrado Cimino |                                                   | Partito Comunista Italiano                        | 1964                                              | 1968                                              |
| Francesco Raschellà |                                                   | Democrazia Cristiana                              | 1968                                              | 1972                                              |
| Francesco Raschellà | 1972                                              | Democrazia Cristiana                              | 1978                                              |                                                   |
| Luigi Carrera |                                                   | Partito Comunista Italiano                        | 1978                                              | 1983                                              |
| Raffaele Manferoce |                                                   | Partito Socialista Italiano                       | 1983                                              | 1985                                              |
| Francesco Raschellà |                                                   | Democrazia Cristiana                              | 1985                                              | 1986                                              |
| Francesco Musolino (Commissario straordinario) | –                                                 | –                                                 | 1986                                              | 1986                                              |
| Antonio Macrì |                                                   | Democrazia Cristiana                              | 21 agosto 1986                                    | 18 novembre 1989                                  |
| Alfredo Roselli |                                                   | Partito Comunista Italiano                        | 18 novembre 1989                                  | 11 maggio 1991                                    |
| Alfredo Roselli |                                                   | Partito Democratico della Sinistra                | 17 luglio 1991                                    | 1 settembre 1992                                  |
| Renato Manfrida |                                                   | Partito Socialista Italiano                       | 29 ottobre 1992                                   | 2 aprile 1993                                     |
| Tommaso Mondello (Commissario prefettizio) | –                                                 | –                                                 | 11 maggio 1993                                    | 7 luglio 1993                                     |
| Tommaso Mondello (Commissario straordinario) | –                                                 | –                                                 | 7 luglio 1993                                     | 5 dicembre 1993                                   |
| Raffaele Ennio Manferoce |                                                   | Partito Socialista Italiano                       | 5 dicembre 1993                                   | 17 novembre 1997                                  |
| Sindaci eletti direttamente dai cittadini (dal 1993) I sindaci sono stati eletti direttamente dai cittadini a partire dal 1993, grazie alla legge 81 del 25 marzo di quell'anno. |                                                   |                                                   |                                                   |                                                   |
| Nominativo | Lista                                             | Lista                                             | Mandato                                           | Mandato                                           |
| Nominativo | Lista                                             | Lista                                             | Inizio                                            | Fine                                              |
| Michele Galimi |                                                   | Lista civica                                      | 17 novembre 1997                                  | 31 dicembre 1999                                  |
| Domenico Di Tullio (Commissario prefettizio) | –                                                 | –                                                 | 31 dicembre 1999                                  | 1 febbraio 2000                                   |
| Domenico Di Tullio (Commissario straordinario) | –                                                 | –                                                 | 1 febbraio 2000                                   | 17 aprile 2000                                    |
| Michele Galimi |                                                   | Lista civica di centro-sinistra                   | 17 aprile 2000                                    | 5 aprile 2005                                     |
| Alfredo Roselli |                                                   | Lista civica di centro-sinistra                   | 5 aprile 2005                                     | 30 marzo 2010                                     |
| Marco Cascarano |                                                   | Lista civica                                      | 30 marzo 2010                                     | 1 giugno 2015                                     |
| Michele Conia |                                                   | Lista civica                                      | 1 giugno 2015                                     | 22 settembre 2020                                 |
| Michele Conia | 22 settembre 2020                                 | Lista civica                                      | in carica                                         |                                                   |